# Рудник Іст-Вейпа/Андум
Рудник Іст-Вейпа/Андум — гірничодобувний комплекс на півночі Австралії, який здійснює розробку покладів бокситів.
Спорудження рудника Іст-Вейпа почалось в 1961-му, наступного року до Японії відправили пробну партію бокситів, а на 1963 рік, коли відвантажили 0,45 млн тонн руди, припав початок повноцінної комерційної експлуатації. Первісно в Еванс-Лендінг запустили експортний термінал, здатний завантажувати на судна 900 тонн на годину, проте вже у 1966—1967 роках ввели в дію збагачувальну фабрику та термінал у Лорім-Пойнт, що дозволило довести річну потужність копальні до 2 млн тонн.
У 1971-му стала до ладу залізниця завдовжки 19 кілометрів, що почала транспортувати на розширену збагачувальну фабрику продукцію рудника Андум (Andoom), який на початку 1990-х забезпечував уже близько 70 % продукції гірничодобувного комплексу.
Відомо, що в 1977-му гірничодобувний комплекс видав 10 млн тонн, а станом на 1993 рік накопичений видобуток досягнув 206 млн тонн.
Більш як два десятиліття видобуток тримався на відносно стабільному рівні, так, у 1999 та 2002 роках він становив 11 та 11,2 млн тонн відповідно. Втім, уже невдовзі узялись за масштабну програму розширення і в 2005-му ввели в дію збагачувальну фабрику на руднику Андум, що мала річну потужність у 9,5 млн тонн. Уже за десяток років її фактична продуктивність удвічі перевищила проєктну — в 2017-му фабрика в Андум видала 17,6 млн тонн, при тому що загальний показник Андум та Іст-Вейпа досягнув 31 млн тонн.
Розробка ведеться відкритим способом із приповерхневої зони. Товарна продукція відправляється через належний до комплексу портовий термінал, який має два суднонавантажувачі та наразі може діяти з продуктивністю 10 тисяч тонн на годину на судно (варто відзначити, що велику частку продукції рудника споживають розташовані на східному узбережжі Австралії глиноземні заводи у Гладстоні та Ярвуні). Для підтримки необхідних глибин регулярно провадиться експлуатаційне днопоглиблення, до якого часто залучають землесосний снаряд «Brisbane» (коли в 2019-му після кількох циклонів знадобилось вилучити з наноси в обсязі 2,65 млн м3 до робіт також залучили значно більший землесосний снаряд «Oranje»).
Для забезпечення енергетичних потреб комплексу в Лорім-Пойнт та Андум звели електростанції потужністю 26 МВт та 10 МВт відповідно.
У 1985-му комплекс почав видобуток додаткового продукту — каоліну. Наступного року запустили каолінову збагачувальну фабрику, а станом на 1993 рік накопичений видобуток каоліну досягнув 583 тисячі тонн. Втім, уже у 1996-му цей напрям закрили.
У 2024-му на тлі вичерпання запасів вивели з експлуатації Іст-Вейпа, а у 2030-х роках планується закрити Андум. Для компенсації втраченого видобутку наприкінці 2010-х за кілька десятків кілометрів південніше запустили рудник Амрун, обсяги видобутку на якому обираються з урахуванням продуктивності Андум (можливо відзначити, що сировинний потенціал Амрун дозволяє замістити обидва старі рудники та навіть вийти на рівень у 50 млн тонн на рік).
Проєкт реалізували через компанію Commonwealth Aluminium Corporation Proprietary Limited (Comalco), засновниками якої на паритетних засадах були австралійська Consolidated Zinc (CZP) та американська Kaiser Aluminum and Chemical Corporation (KACC). Уже в 1962-му внаслідок злиття активів CZP і Rio Tinto належна CZP частка в Comalco перейшла до Conzinc Riotinto of Australia (CRA), а в 1982-му KACC продав CRA свою частку. У 1995-му внаслідок злиття CRA зі спорідненою Rio Tinto-Zinc Corporation виникла Rio Tinto Group, при цьому в 2007-му після поглинання нею канадської Alcan відбулось перетворення Comalco на Rio Tinto Alcan.